# Robert Więckiewicz
Robert Więckiewicz est un acteur polonais né le 30 juin 1967 à Nowa Ruda.

## Filmographie
- 1991 : Ferdydurke : Poppy
- 1993 : Samowolka : Romek
- 1994 : Psy 2
- 1996 : Poznań 56
- 1999 : Par le fer et par le feu (Ogniem i mieczem) : Kozak
- 2000 : M jak miłość : Kosmala
- 2000 : Pół serio : Mateusz
- 2001 : Pieniądze to nie wszystko
- 2002 : Superprodukcja : Bandzior
- 2002 : Sfora: Bez litości : Dziobaty
- 2002 : Samo Życie : Karol
- 2003 : Fala zbrodni : Adam Kruczowski
- 2003 : Ciało : Julek
- 2003 : Męskie-żeńskie
- 2004 : Vinci : Cuma
- 2004 : Kryminalni : Lesław "Profesor" Gradoń
- 2005 : Oficer : Cypa
- 2006 : Francuski numer : Leon
- 2006 : Południe-Północ
- 2007 : Świadek koronny : Jan Blachowski "Blacha"
- 2007 : Odwróceni : Jan Blachowski "Blacha"
- 2007 : Tout ira bien : Andrzej
- 2007 : Wino truskawkowe : Wasylczuk
- 2008 : Ile waży koń trojański?:
- 2008 : Lejdis : Marek
- 2008 : Londyńczycy : Marcin
- 2008 : Gracz
- 2009 : Dom zły : procureur Tomala
- 2009 : Naznaczony : Władek Surmacz
- 2009 : Nigdy nie mów nigdy : Rafał
- 2009 : Spokój w duszy : Peter
- 2009 : Zero : Prezes
- 2010 : Kołysanka : Makarewicz
- 2010 : Tajemnica Westerplatte : Deik
- 2010 : Różyczka : Roman Rożek
- 2010 : Trick : Sieradzki
- 2010 : Grom. Część Pierwsza
- 2010 : Zwerbowana miłość : Andrzej
- 2010 : Les Vœux d'une jeune fille (Śluby panieńskie) : Radost
- 2011 : Wymyk : Alfred Firlej
- 2011 : Baby są jakieś inne : Drugi
- 2011 : Sous la ville (W ciemności) d'Agnieszka Holland : Leopold Socha
- 2013 : Wałęsa d'Andrzej Wajda : Lech Wałęsa
- 2013 : AmbaSSada : Adolf Hitler
- 2014 : Pod Mocnym Aniołem : Jerzy
- 2014 : Ziarno prawdy : Teodor Szacki
- 2016 : Dark Murders (Dark Crimes) d'Alexandros Avranas : Greger
- 2018 : Kler : Père Trybus
- 2018 : 1983 : Anatol Janów (série télévisée)
- 2021 : Varsovie 83, une affaire d'État : Czesław Kiszczak
- 2022 : Filip de Michał Kwieciński : Staszek
- 2023 : Disco Boy de Giacomo Abbruzzese

## Doublage vocal
- 1997 : Princesse Sissi : le chauffeur Émile
- 1998-2004 : Les Supers Nanas : un bandit
- 1983-1985 : Les Minipouss
- 2004 : Space Movie : Rock
- 2008 : L'Île de Nim : Jack Rusoe / Alex Rover
- 2009 : La Montagne ensorcelée : Bruno

## Récompenses et distinctions
Robert Więckiewicz reçoit à trois reprises l'Aigle du meilleur acteur dans un rôle principal au festival de Varsovie :
- en 2007 pour son interprétation d'Andrzej, dans Tout ira bien,
- en 2010 pour son interprétation de Roman Rożek, dans Różyczka,
- ainsi que dans In Darkness, pour le rôle de Leopold Socha.

En 2007, il est récompensé par le prix du meilleur acteur aux 32e Festival du film polonais de Gdynia, pour son interprétation dans Tout ira bien de Tomasz Wiszniewski.